# Borgo metropolitano di Saint Marylebone
Il borgo metropolitano di Saint Marylebone fu un municipio metropolitano della vecchia contea di Londra esistito fra il 1900 e il 1965.

## Storia
L'autorità municipale fu istituita succedendo alla parrocchia di Marylebone, della quale ricalcò completamente il territorio, e fu subito sottoposto all'autorità provinciale del Consiglio della Contea di Londra. 
Esteso per 6 km², aveva una popolazione di 133.000 abitanti ad inizio Novecento e di 69.000 residenti nei primi anni Sessanta.
Il palazzo municipale fu costruito nel 1914-1920 su concorso pubblico indetto dalle autorità locali, e fu realizzato in stile neoclassico. Dopo la creazione della Grande Londra, l'edificio divenne la nuova sede della città di Westminster.